# Вогерзин
Вогерзин (њем. Woggersin) општина је у њемачкој савезној држави Мекленбург-Западна Померанија. Једно је од 53 општинска средишта округа Мекленбург-Штрелиц. Према процјени из 2010. у општини је живјело 560 становника. Посједује регионалну шифру (AGS) 13055076.

## Географски и демографски подаци
Вогерзин се налази у савезној држави Мекленбург-Западна Померанија у округу Мекленбург-Штрелиц. Општина се налази на надморској висини од 25 метара. Површина општине износи 6,4 km². У самом мјесту је, према процјени из 2010. године, живјело 560 становника. Просјечна густина становништва износи 87 становника/km².